# Hrabstwo Margibi
Hrabstwo Margibi – jedno z piętnastu hrabstw Liberii, z siedzibą władz w mieście Kakata.
Według spisu ludności z 2008 roku liczy sobie 199 689 mieszkańców.

## Dystrykty
Hrabstwo dzieli się na cztery dystrykty: 
- Dystrykt Firestone
- Dystrykt Gibi
- Dystrykt Kakata
- Dystrykt Mambah-Kaba